# Ambrose Southey
Ambrose Southey OCSO (* 22. Januar 1923 in Whitley Bay, North Tyneside, England; † 24. August 2013 in Charnwood Forest, bei Coalville, Leicestershire) war ein britischer römisch-katholischer Geistlicher, Trappist, Abt und Generalabt.

## Leben und Werk
Kevin Southey trat 1940 in das Kloster Mount Saint Bernard ein und nahm den Ordensnamen Ambrose (nach Ambrosius von Mailand) an, legte 1945 die Feierliche Profess ab und wurde 1948 zum Priester geweiht. Von 1951 bis 1953 studierte er kanonisches Recht in Rom. Er war von 1959 bis 1974 Abt seines Klosters.
Beim Generalkapitel der Trappisten 1964 wurde Southey zum Vikar von Generalabt Ignace Gillet gewählt. Er wurde beauftragt, das Generalkapitel 1967 vorzubereiten, bei dem es darum ging, die Anstöße zur Erneuerung des Ordenslebens, die das Zweite Vatikanische Konzil im Dekret Perfectae caritatis gegeben hatte, in den Trappistenklöstern zu verwirklichen.
Ende der 1960er Jahre gelang es Southey als Generalvikar, die Einheit des Orden zu wahren. Das Generalkapitel von 1967 beschloss zu gestatten, die Gottesdienste auch in der Landessprache (statt ausschließlich in Latein) zu feiern, und den Klöstern größere Freiheiten bei der Gestaltung des Stundengebetes zu gewähren. Generalabt Ignace Gillet bezweifelte die Rechtmäßigkeit dieser Reformen und wandte sich an die Kongregation für die Ordensleute und Säkularinstitute. Dieser Schritt erregte Unmut im Orden. Beim Generalkapitel 1969 legten einige Teilnehmer dem Generalabt den Rücktritt nahe. Southey konnte Gillet überzeugen, einerseits sein Amt als Generalabt fortzuführen und andererseits dem Generalkapitel die Freiheit zu lassen, Reformen zu beschließen.
Nach dem Rücktritt von Generalabt Gillet 1974 wurde Dom Ambrose Southey mit großer Mehrheit zu seinem Nachfolger gewählt. Bis 1990 blieb er Generalabt des Zisterzienserordens der Strengeren Observanz (Trappisten). Von 1993 bis 1996 leitete er die Trappistenabtei Bamenda in Kamerun, von 1996 bis 1998 die Abtei Scourmont in Belgien. Danach war er noch Hausgeistlicher der Trappistinnen im italienischen Kloster Vitorchiano. Als er 2013 in Mount Saint Bernard starb, war er seit 70 Jahren Mönch und seit 64 Jahren Priester.

## Schriften
- Pour que le Christ soit formé en nous. Lettres et conférences. Oka, Abbaye Notre-Dame-du-Lac, 1995.
  - spanisch: La vida monástica. Transformación en Cristo. Cartas y conferencias. Burgos, Monte Carmelo, 2008.
- Christus nachfolgen auf dem Weg der Regula Benedicti. Die zisterziensische Synthese von Gebet, Lesung und Arbeit, in: Cistercienser Chronik 111, 2004, S. 371–382.